# Nanna collinsii
Nanna collinsii – gatunek motyla z rodziny mrocznicowatych i podrodziny niedźwiedziówkowatych.
Gatunek ten opisany został w 2007 roku przez L. Kühne, który jako miejsce typowe wskazał Paulis w Uele.
Skrzydła białe lub jasnoszare. Samce mają narządy rozrodcze o dobrze widocznym processus basalis plicae, krótszym niż połowa długości walw, słabiej zakrzywionym i krótszym niż u N. semigrisea. Edeagus mniej niż pięciokrotnie dłuższy od swej średniej szerokości.
Motyl afrotropikalny, znany z Demokratycznej Republiki Konga i Kenii.